# Elezioni parlamentari nell'Impero ottomano del 1920
Le elezioni parlamentari nell'Impero ottomano del 1920 furono indette per l'elezione neo-istituita Grande Assemblea Nazionale Turca. Le elezioni furono dominate dall'Associazione per la difesa dei diritti nazionali dell'Anatolia e della Rumelia (in turco Anadolu ve Rumeli Müdafaa-i Hukuk Cemiyeti), che consisteva in gruppi locali nazionalisti che protestavano contro l'occupazione alleata della Turchia.

## Contesto storico
Dopo le elezioni generali del 1919, il Parlamento neoeletto si riunì a Istanbul il 12 gennaio 1920. Tuttavia, l'approvazione del Misak-ı Millî (Patto nazionale) portò le forze alleate ad occupare la città il 16 marzo. Diversi parlamentari furono arrestati e deportati. Il sultano Mehmed VI sciolse il Parlamento l'11 aprile.
Dopo l'occupazione di Istanbul, il 19 marzo il leader del Movimento nazionale turco Mustafa Kemal inviò telegrammi alle autorità provinciali e ai comandanti dell'esercito ordinando loro di indire le elezioni per la Grande Assemblea nazionale.

## Risvolti
Dopo le elezioni, la nuova Grande Assemblea Nazionale si riunì ad Ankara il 23 aprile 1920, e venne presieduta da Mustafa Kemal.